# Francisella tularensis
Espèce
Francisella tularensis (aussi appelée Bacille de Francis, anciennement Pasteurella tularensis) est une bactérie Gram négatif. Cette bactérie est à l'origine d'une zoonose appelée tularémie qui peut se transmettre à l'homme.
La dose infectieuse est très basse et la propagation est facile, notamment par des aérosols. En raison de ces caractéristiques et d'une virulence pouvant être élevée selon les sous-espèces, Francisella tularensis est classée comme un agent potentiel de bioterrorisme (comme Yersinia pestis, Bacillus anthracis et le virus Ebola). Il s'agit d'une bactérie de classe 3.

## Caractères culturaux
Francisella tularensis est un petit bacille coccoïde Gram négatif, aérobie strict, immobile. Elle possède une capsule et ne forme pas de spores.
De très petite taille, la coloration de Gram est délicate et l'observation dans un prélèvement difficile du fait de la fragilité de la bactérie et de la difficulté d'isolement.
Sa culture est fastidieuse. La croissance est lente et l'ajout de nombreux facteurs de croissance au milieu de culture est nécessaire, notamment la cystéine, dont la bactérie est auxotrophe. Le milieu de référence est le milieu de Francis. 
Enfin, cette bactérie présente la particularité, du fait de sa petite taille, de pouvoir traverser la peau saine.

## Taxonomie

### Étymologie
L'étymologie de cette espèce F. tularensis est la suivante : tu.lar.en’sis. N.L. masc./fem. adj. tularensis, appartenant au comté de Tulare, Californie, où la maladie a d'abord été décrite chez les murins. Le nouveau nom a été validé également en 1980 par l'ICSP.

### Sous-espèces
Cette espèce a été découverte en 1911 chez des écureuils terrestres du comté de Tulare, en Californie ; elle est isolée et dénommée Bacterium tularense par George Walter McCoy dans un laboratoire consacré à la peste à San Francisco. Cette découverte est publiée en 1912. 
En 1922, le Dr Edward Francis (1872-1957), médecin chercheur et médical de l'Ohio montre que cette bactérie est l'agent causal d'une maladie que l'on appellera tularémie, après avoir étudié plusieurs cas de ses patients ayant des symptômes de la maladie. 
Plus tard la bactérie est rebaptisée « Francisella tularensis », en l'honneur de la découverte du Dr Francis. 
Quatre sous-espèces (biovar) de F. tularensis seront ensuite découverts et classés.
1. La sous-espèce F. t. tularensis (ou type A) se trouve principalement en Amérique du Nord. C'est la plus virulente des quatre sous-espèces connues et elle est associée à des infections pulmonaires mortelles, y compris le type primaire (souche de laboratoire, SCHUS4).
2. Sous-espèce F. t. holarctica  (aussi connu sous le nom biovar F. t. Palearctica ou B)  principalement trouvée en Europe et en Asie. Elle est rarement mortelle. Une souche de vaccin vivant atténué de la sous-espèce F. t. holarctica a été décrite, mais pas encore entièrement homologuée par la FDA en tant que vaccin. Chez cette sous-espèce ne produit pas d'uréidase citrulline et il lui manque la capacité (qu'a le biovar F. t. palearctica) de produire de l'acide à partir du glucose .
3. la sous-espèce F. t. novicida (autrefois classé F. novicida[5]), qui est une souche très peu virulente ; seuls deux cas de tularémie ont été décrits en Amérique du Nord pour cette souche et dans les deux cas chez des patients sévèrement immunodéprimés.
4. la sous-espèce F. t. mediasiatica, principalement trouvée en Asie centrale ; dont la capacité à infecter les humains n'est pas encore clairement évaluée.

## Habitat et transmission

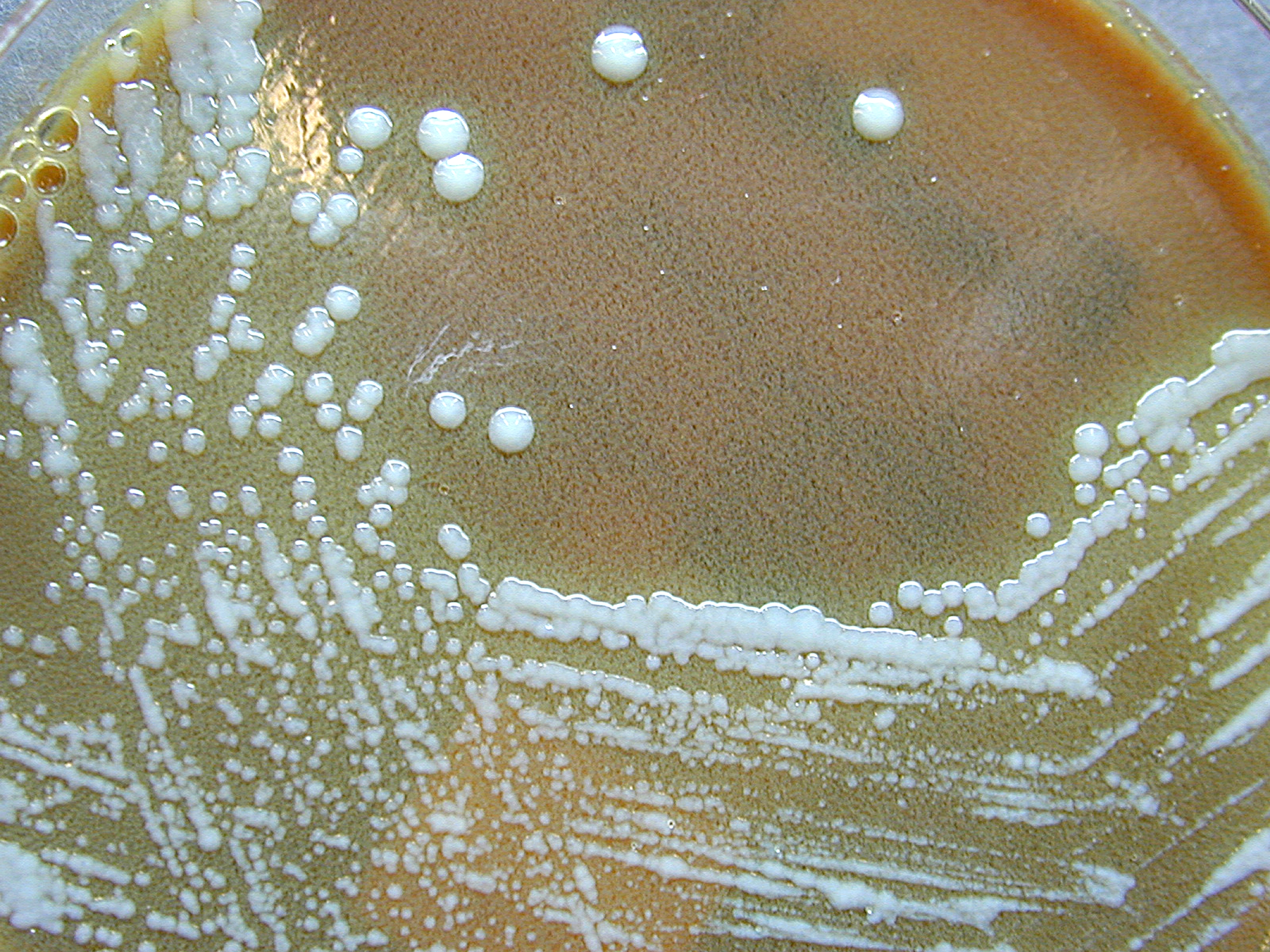
Francisella tularensis sur milieu de culture

Lésion tularémique (de type ulcère) sur le dos d'une main droite

F. tularensis est à l'origine d'une zoonose : la tularémie. Elle est relativement ubiquitaire, étant présente chez des oiseaux, des reptiles, des poissons, des invertébrés et des mammifères. Aucun cas de transmission d'humain à humain n'a été rapporté. La tularémie semble toujours provoquée par le contact avec des animaux ou des vecteurs d'infection (tiques, moustiques, mouches du chevreuil). Les hôtes réservoirs d'importance pourraient inclure les lagomorphes (lapins, rongeurs) et des oiseaux galliformes ainsi que les cervidés.
Toutes les sous-espèces peuvent entraîner 5 formes de tularémie :
- La tularémie ulcéro-ganglionnaire

C’est la forme la plus courante. La contamination se fait alors par voie cutanée. La bactérie se multiplie localement jusqu’à donner une lésion au point d’inoculation. Elle dissémine ensuite par voie lymphatique jusqu’au ganglion le plus proche pour provoquer ensuite une adénopathie. Le patient présente une forte fièvre.
- La tularémie ganglionnaire

Cette forme est similaire à la précédente mais elle ne donne pas d’ulcération au point d’inoculation. Cela correspond au cas où le germe se retrouve directement dans la circulation.
- La tularémie oculo-ganglionnaire

Toujours similaire à la forme ulcéro-ganglionnaire, la forme oculo-ganglionnaire se retrouve lorsque le point d’inoculation est l’œil. Elle entraîne une inflammation et peut dégénérer vers une conjonctivite purulente.
- La tularémie oropharyngée

Elle résulte de l’ingestion de matière contaminée et entraîne une atteinte de la gorge et des ganglions situés au niveau du cou.
- La tularémie pulmonaire

C’est la forme la plus grave, consécutive à l’inhalation de bactéries. Quelques germes suffisent alors à déclarer la maladie. Elle peut également survenir si la bactérie dissémine dans l’organe après une forme ulcéro-ganglionnaire. Cela entraîne une toux, des douleurs à la poitrine et une difficulté respiratoire. Elle peut être particulièrement grave si la souche incriminée est la sous-espèce de type A.  
F. tularensis est capable de survivre à l'extérieur d'un hôte mammifère pendant des semaines et a été mise en évidence à la fois dans l'eau, dans les prairies et des meules de foin. Cette capacité de survie, remarquable au vu de la fragilité du germe, peut notamment être expliquée par son interaction avec des protozoaires tels que Acanthamoeba castellanii. Des aérosols contenant cette bactérie peuvent être générés par des cadavres broyées par des engins agricoles de type moissonneuse batteuse ou faucheuse, ou par des engins de tonte du gazon ou des outils de débroussaillage ce qui explique que la tularémie a parfois été nommée « maladie de tondeuse à gazon ». Les professions exerçant ces activités sont effectivement plus menacées selon les études épidémiologiques. 

## Physiopathologie
Francisella tularensis présente un tropisme du derme et d’organes : ganglions lymphatiques, rate, foie. C’est une bactérie intracellulaire à l’instar de Legionella, Listeria et Brucella. Lorsqu’elle pénètre dans l’organisme, elle se multiplie au point d’innoculum puis circule dans la lymphe et le sang. Elle rentre dans les macrophages par phagocytose puis casse la membrane phagosomale pour gagner le cytoplasme. Elle s’y multiplie pour ensuite être libérée par la lyse de la cellule. Elle gagne ensuite le foie et la rate voire les poumons, continue à se multiplier et provoque une septicémie en repassant dans le sang. 
Les manifestations cliniques d’un sujet atteint de tularémie sont relativement variées et dépendent principalement de trois facteurs : 
- La porte d’entrée du germe

- La sous-espèce de la bactérie

- La réponse immunitaire

## Facteurs de virulence
Les facteurs de virulence de Francisella tularensis sont encore mal caractérisés. On ne lui connait pas de pouvoir toxinogène. Elle possède, comme les autres bactéries Gram négatif, une membrane composée de lipopolysaccharide, dont le lipide A est une partie toxique. Elle possède également des pili qui jouent un rôle notable dans son pouvoir pathogène. 
Cette bactérie, tout comme d'autres bactéries intracellulaires, dispose d'enzymes lui permettant de détruire les globules blancs chargés de l'éliminer. Elle produit plusieurs molécules hémolytiques pouvant faciliter la dégradation du phagosome,.

## Sensibilité aux antibiotiques
Francisella tularensis est résistante aux béta-lactamines grâce à une pénicillinase codée par un gène chromosomique. Les autres antibiotiques sont néanmoins très efficaces et aucune résistance acquise n'a été mise en évidence. 